# Силезия

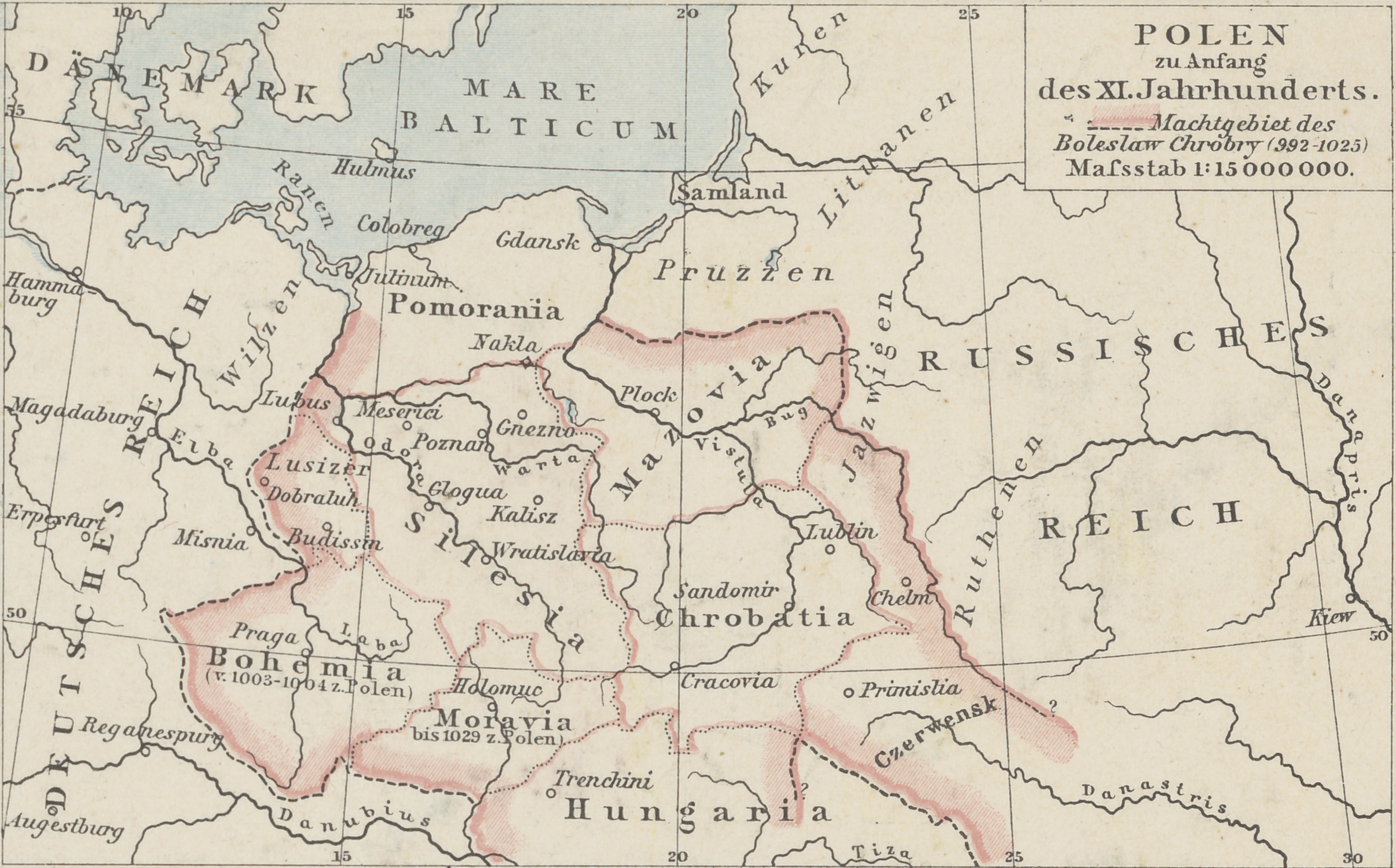
Силезия на схеме, во времена правления Болеслава I Храброго.

Провинции (земли) Прусского королевства, в 1806 году

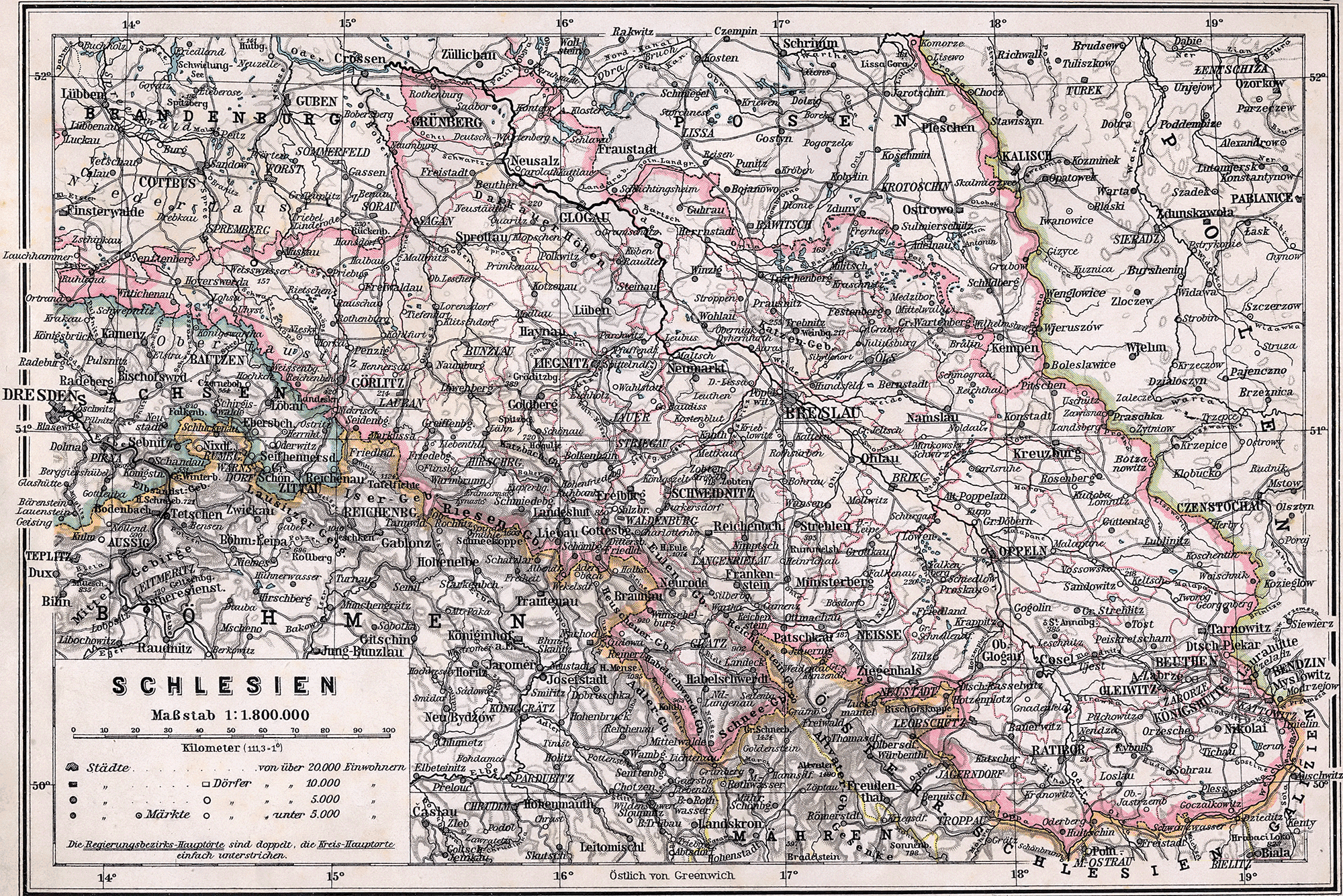
Историческая карта Силезии, 1905 год

Силе́зия (сил. Ślůnsk/Ślōnsk; пол. Śląsk — Слёнск, чеш. Slezsko, нем. Schlesien, сил.-нем. Schläsing), Шлезия — историческая область в Центральной Европе (долина реки Одра), приблизительной площади около 40 000 км².
Бо́льшая часть Силезии входит в состав современной Польши, меньшие находятся в современных Чехии и Германии. Крупнейшие города: Вроцлав, Катовице.

## Этимология
Топоним имеет протославянское происхождение. Словацкий историк Франтишек Сасинек полагал, что Силезия (Slezsko), Шлезвиг (Slesvik) и Слятина (Sljatina) произошли от одной и той же морфемы «Сля», означающей «стоячая вода».
Области дало название либо река Сленза либо одноимённая гора.

## Административное деление
Польская часть Силезии разделена на воеводства:
- Великопольское воеводство
- Нижнесилезское воеводство
- Любушское воеводство
- Опольское воеводство
- Силезское воеводство

Опольское и Силезское воеводства составляют Верхнюю Силезию. Меньшая часть Силезии в пределах Чехии носит название Чешская Силезия, которая вместе с северной частью Моравии составляют Моравско-Силезский регион Чехии. Оставшиеся земли составляют Оломоуцкий край.
Традиционно территория Силезии ограничивалась реками Гвизда (Квиса) и Бобр. Земли к западу от Гвизды — Верхняя Лужица. Однако поскольку часть Силезии входила в прусскую провинцию Нижняя Силезия, в Германии Нижнесилезская Верхняя Лужица и Хойерсверда тоже считаются частью Силезии. Эти районы наряду с Нижнесилезским воеводством Польши составляют географический регион Нижняя Силезия.

## История
В поздней античности, некоторые древнеримские авторы (Тацит, Птолемей и другие) описали на этих территориях племена лигиев (лугиев), квадов, вандалов, силингиев (или селингов) и другие, которые были названы этими историками «германцами». Квады и вандалы — германские племена, впоследствии, в эпоху Великого переселения народов, покинувшие эту территорию, лугии и селинги — возможно, славяне, засвидетельствованные на этой территории в более поздний период (лужичане, сленжане). В IX—X веках значительная часть области была подчинена Великоморавским — затем Чешским — государством.
К 999 году вся Силезия вошла в состав Польши; область к западу от реки Бобер принадлежала Германии (маркграфство Мейсен). Христианство распространяется в Силезию из Познани, где с 968 года было епископство; в 1051 году основано епископство в Бреславле (ныне Вроцлав). При разделе Польши между сыновьями Болеслава Кривоустого (1138) Силезию как княжество получил старший сын короля Владислав. Владислав в 1146 году признал над собой суверенитет Священной Римской империи но вскоре был изгнан; в 1163 году император Фридрих I Барбаросса выступает в пользу его сыновей, лишённых престола, и заняв Силезию, ставит их там на правление. Первоначально они правили совместно, но в 1173 году разделили Силезию: Болеслав I Долговязый стал основателем герцогства Бреславль (Нижняя Силезия); Мечислав — основателем княжества Ратибор (Верхняя Силезия), а Конрад — княжества Глогау; но последний умер в 1178 году без наследников, и его владения были присоединены к герцогству Бреславльскому.
Среди герцогов Нижней Силезии наиболее известны Генрих I Бородатый (ум. 1238), супруг святой Ядвиги Силезской, который после победоносной войны достиг в 1233 году регентства в Польше и владения Краковом, и сын его Генрих II Благочестивый, погибший в битве с монголами при Легнице в 1241 году. Силезия была опустошена монголами. Нижняя Силезия подверглась разделу, и были образованы княжества Вроцлавское (герцогство Бреслау), Легницкое (Герцогство Лигниц) и Глогувское (герцогство Глогау); Верхняя Силезия также распалась на герцогства Тешен, Оппельн и Ратибор; последнее в 1340 году присоединено к Троппау, ленному владению чешских королей. К началу XIV века в Силезии насчитывалось 18 княжеств и княжество-епископство Нейсее.
В 1327 году чешский король Иоанн был признан сюзереном всеми герцогами Верхней Силезии и Бреславльским, а в 1329 году — и большинством герцогов Нижней Силезии. В 1335 году он заставил польского короля Казимира III Великого отречься от верховных прав на Силезию. Чешский король Карл (он же германский император Карл IV Люксембургский) унаследовал княжества Яуэр и Швейдниц, которые ещё не признавали власти Чешского королевства, после чего уже вся Силезия стала достоянием Чешской короны и вошла в состав Германской империи. Тем не менее Силезия рассматривалась как самостоятельное целое; общие дела её ведали так называемые сеймы силезских князей. Население Силезии относилось враждебно к учению Гуса, как и к чешским элементам вообще, и потому во время Гуситских войн Силезию опустошали гуситские армии.
В 1526 году Силезия, вместе со всем Чешским королевством, отошла к австрийским Габсбургам. Герцоги силезские не препятствовали распространению реформации в Силезии. В ином положении очутились те части Силезии, которые принадлежали непосредственно германскому императору, управлявшему ими через посредство особого генерал-губернатора. Особенно Фердинанд II старался вернуть жителей Силезии к католицизму.
Во время Тридцатилетней войны эта страна, в которой протестантизм пустил глубокие корни, подверглась беспощадному опустошению. Герцог Иоанн-Георг из дома Гогенцоллернов лишился своего княжества Ягерндорф за то, что был приверженцем Фридриха V Пфальцского. После Вестфальского мира 1648 года протестантские церкви, за исключением некоторых кладбищенских церквей, были закрыты, а имущество их конфисковано. Княжества Мюнстерберг, Саган, Оппельн и Ратибор частью были проданы, частью заложены. Тот же суровый режим распространён был при императоре Леопольде I и на герцогства Лигниц, Волау и Бриг, которые в 1675 году, по смерти Георга-Вильгельма, последнего герцога из дома Пястов, перешли к императору. Благодаря вторжению шведского короля Карла XII протестанты получили по Альтранштедской конвенции 1707 года и императорскому рецессу 1709 года право занимать общественные должности; им возвращено было 128 храмов и разрешено построить 6 новых.
В 1740 году, со смертью Карла VI и вступлением на престол Марии-Терезии, Фридрих II Прусский заявил притязания на княжества Лигниц, Бриг, Волау и Ягерндорф, после чего вторгся в Силезию в декабре 1740 года.

### Германизация Силезии
Пясты в XIII веке охотно принимали в свои города немецких поселенцев, которые приносили с собой передовые по тем временам экономические отношения. Постепенно славянское население городов Силезии начинает уступать немецким поселенцам. Этот процесс почти не затрагивал аристократию — князей Пястов, рыцарство, и особенно крестьянство вплоть до XVI—XVII веков, даже когда Силезия попадает под власть Чешского королевства, входившего в то время в Священную Римскую империю, где государственным языком был немецкий и чешский.
Германизация славянского населения многократно усилилась, когда Силезия становится частью Пруссии, а потом и Германской империи. В результате к началу XX века Силезия в значительной степени являлась германоязычной территорией и, хотя доля славянского населения была все ещё достаточно высока, немецкий был общеупотребительным. В XIX веке силезские курорты были популярны в России. В местечке Зальцбрунн (ныне — Щавно-Здруй) в июле 1847 года Белинский написал своё знаменитое «Письмо к Гоголю».

### Силезия в составе Прусского королевства

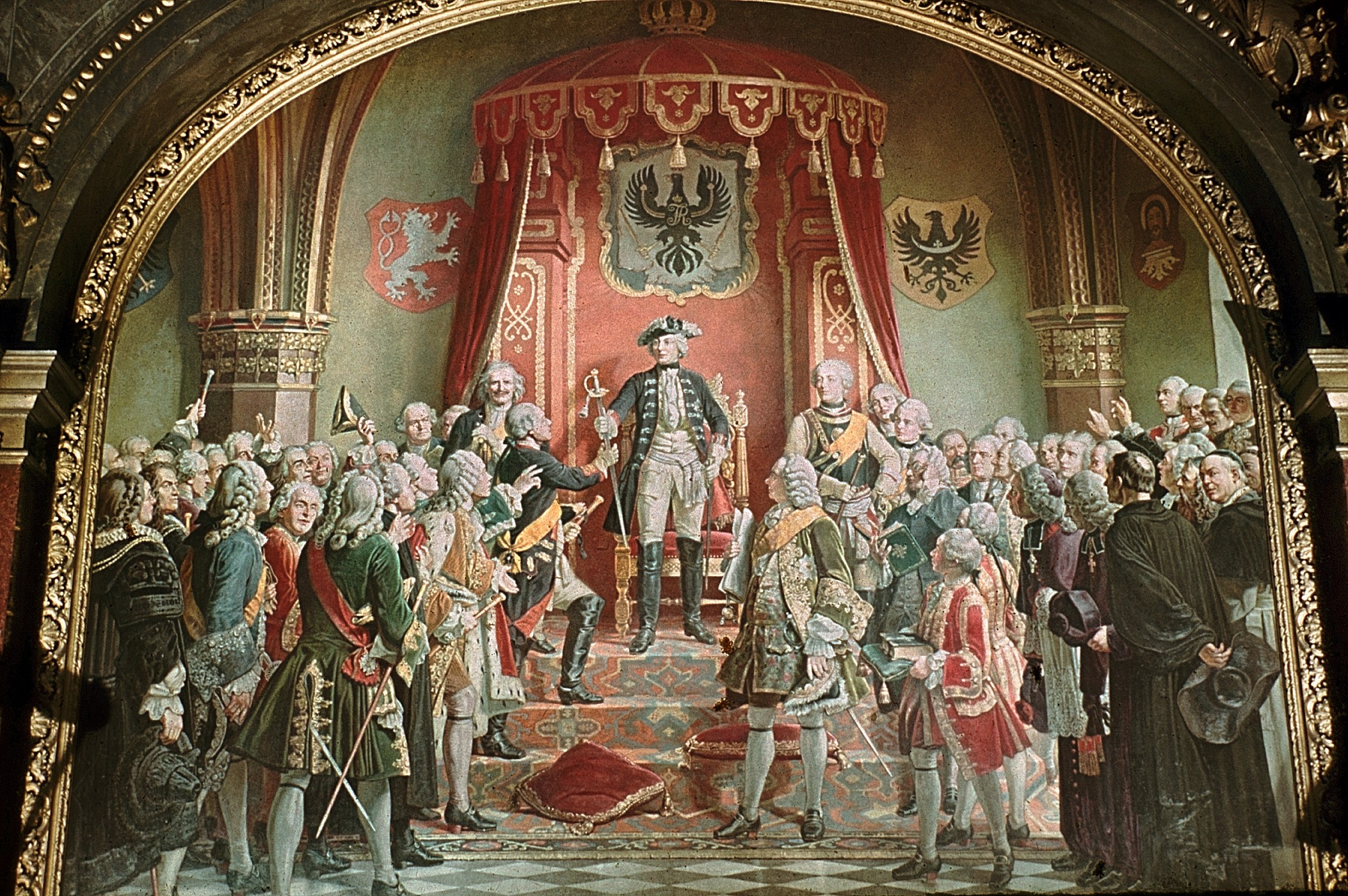
Сословное собрание Силезии присягает Фридриху II в 1741 году, картина Вильгельма Кампхаузена

Многие силезцы с радостью встретили аннексию Силезии прусским королём Фридрихом II (1740). К концу Войны за Австрийское наследство (1740—1748) почти весь регион вошёл в состав Пруссии, за исключением юго-восточных княжеств Тешин и Опава, которыми владели австрийские Габсбурги.
Семилетняя война (1756—1763) только упрочила прусский контроль над этой территорией, и провинция Силезия в составе Пруссии считалась одной из самых лояльных по отношению к королю. По приказу Фридриха II Великого в Силезии была построена крепость Зильберберг.
В 1815 году, после Наполеоновских войн, в состав провинции вошла территория, примыкавшая к Гёрлицу, бывшие владения Саксонии. К тому времени в городах Нижней Силезии получил большое распространение немецкий язык, в то время как диалекты польского и чешского языков оставались разговорными лишь в сельской местности Верхней Силезии.

### Межвоенный период
После поражения Германской и Австро-Венгерской империй в Первой Мировой войне в Силезии в 1919, 1920 и 1921 годах произошли национально-освободительные восстания поляков. 20 марта 1921 года в Верхней Силезии проводился плебисцит, на котором большинство голосовавших высказались за сохранение области в составе Германии. По решению Совета Лиги Наций 12 октября 1921 года часть Верхней Силезии была передана Польше. В образованном Силезском воеводстве было учреждено самоуправление.
Большая часть Силезии, однако, осталась в составе Германии и образовала провинции Верхняя и Нижняя Силезия. По Мюнхенским соглашениям 1938 года Чешская Силезия временно вошла в рейхсгау Судетская область, а Польша получила спорную с Чехословакией Тешинскую Силезию, но уже в следующем году Цешин, вместе с самой Польшей, был захвачен германскими войсками.

### Вторая мировая война
С началом Польской кампании 1939 года Вооружённые силы нацистской Германии (вермахт) полностью захватили польскую часть Силезии. На этой территории был, в частности, организован лагерь смерти Освенцим.

### Силезия после Второй мировой войны
В 1945 году Силезия была освобождена Красной армией. В том же году в рамках Ялтинской конференции был поднят так называемый «польский вопрос», довольно существенную часть в нём заняла «Проблема Силезии», копившаяся в Центральной Европе много сотен лет. Большая часть Силезии, в соответствии с решениями Ялтинской и Потсдамской конференций, была передана Польше. Чешская Силезия осталась в пределах Чехословакии (в соответствии с границей 1918—1938 годов; с 1993 года — Чехия). Незначительная часть региона вошла в ГДР (верхнелужицкие районы с городами Гёрлиц, Ниски и другими; после 1990 года в составе федеральной земли Саксония).
В честь Силезии назван астероид (257) Силезия, открытый 5 апреля 1886 года австрийским астрономом, уроженцем Силезии Иоганном Пализой в обсерватории города Вены.